# Feljegyzések az egérlyukból
A Feljegyzések az egérlyukból (oroszul Записки из подполья) Fjodor Mihajlovics Dosztojevszkij 1864-ben megjelent műve, melynek alapkérdéseiben az író már megelőzi nagyregényeit.

## Keletkezése
Az író felesége betegágyánál alkotta meg e furcsa művét, melyet csak értetlen kritika fogadott, egyébként pedig visszhangtalanul maradt. Közvetlenül ezt követően keletkezett azonban másik igen jelentősnek bizonyuló alkotása, a Bűn és bűnhődés (1866).

## Műfaja
A kisregény eredetileg vitairatnak készült. Azt a társadalomképet kérdőjelezi meg, melyet Nyikolaj Gavrilovics Csernisevszkij Mi a teendő? című esszéregénye mutatott be. Csernisevszkij a társadalmat kristálypalotának ábrázolja utópisztikus művében, s a jövőt Rousseau A társadalmi szerződés (1762) című munkájának fényében az egyén és társadalom megállapodásának eredményeként mutatja be. Dosztojevszkij nem ért egyet a felvilágosodás e tézisével: "Önök hisznek a kristálypalotában, amely örök időkre szól, lerombolhatatlan, tehát amelyre nem lehet majd titokban nyelvet ölteni, és nem lehet zsebben fügét mutatni neki. Nos, hát én talán épp azért félek ettől az épülettől, mert kristályból van, örökre szól, lerombolhatatlan, és most még titokban sem lehet nyelvet ölteni rá. Mert nézzék: ha palota helyett csak tyúkólat találok, és megered az eső, én esetleg bebújok a tyúkólba, hogy ne ázzak meg, de nem tekintem palotának a tyúkólat csupán hálából azért, mert megvédett az esőtől. Önök nevetnek, sőt azt mondják, hogy ebben az esetben tyúkól vagy palota – egyre megy. Igen – felelem én –, ha csupán azért élnénk, hogy ne ázzunk meg".

## Címe
Orosz eredeti címe több jelentéssel bír: podpolje = föld alatti hely – ennek alapján a cím Feljegyzések a föld alólként is fordítható lenne. A mű főszereplője is egy helyen így nyilatkozik a podpolje-ről: „lelkemben hordoztam”. Ennek alapján az alkotás értelmezhető a saját lelkéről történő feljegyzések leírásaként is.

## Cselekménye
|  | Alább a cselekmény részletei következnek! |

## Értelmezések

### Szereplők
Az író egyes szám első személyben fogalmaz, de nem azonos főhősével: „Az emberek mindenütt az író arcát látják a regényeimben – írja Dosztojevszkij –, de én sohasem mutattam meg arcomat ezekben a művekben.”
A főszereplő egy negyvenéves, nyugállományba vonult kishivatalnok, ki megfigyeli a világot, s magára vállalja a bíráskodást e világ felett. Ennek a közegnek azonban maga is része, csak lemaradt a tolakodásban. Ez a gogoli figura, kinek prototípusa Gogol hőseiben bukkan fel, odújából kikukucskálva szemléli és utasítja el a kegyetlen világot. Szemlélődő magatartása révén helyzete megalázottságán változtatni nem tud. Már a mű első soraiban, mintegy védekezésként a beteg ember önigazolásával ír:
"Beteg ember vagyok… Rosszindulatú ember vagyok. Egy cseppet se vagyok rokonszenves. Azt hiszem, fáj a májam. Egyébként egy mákszemnyit sem értek a betegségemhez, és azt se tudom biztosan, mim fáj. Nem gyógyíttatom, sosem is gyógyíttattam magam, noha tisztelem az orvostudományt, és becsülöm az orvosokat. Ráadásul még végtelenül babonás is vagyok; legalábbis annyira, hogy tiszteljem az orvostudományt. (Eléggé művelt volnék ahhoz, hogy ne legyek babonás, de mégis babonás vagyok.)" (1. rész, 1. fejezet, részlet)
Dosztojevszkij főhőse ellentmondásoktól nem mentes alak, s ezzel szimbolizálja egyúttal az ember összetettségét. Önmagáról közöl megállapításokat, majd ezeket sokszor vissza is vonja, módosítja, s ezzel az olvasó egy önmagában bizonytalan alakot ismer meg:
"Bizonyára azt hiszik, uraim, hogy meg akarom nevettetni önöket! Tévednek! Én korántsem olyan mókás kedvű ember vagyok, amilyennek látszom vagy esetleg látszhatom; egyébként ha önöket már bosszantja ez a sok fecsegés (én érzem is, hogy bosszantja), és eszükbe jut megkérdezni: tulajdonképpen kicsoda maga? – akkor azt felelem: egy törvényszéki ülnök. Azért szolgáltam, hogy legyen mit ennem (igazán csakis ezért), és amikor tavaly egy távoli rokonom hatezer rubelt hagyott rám a végrendeletében, azon nyomban nyugdíjba mentem, és megtelepedtem itt, ebben a zugban. Azelőtt is ebben a zugolyban laktam, de most megtelepedtem ebben a zugolyban. Szobám hitvány, pocsék, a város szélén". (1. rész, 1. fejezet, részlet)

## Hatása
A mű utóhatása a kedvezőtlen fogadtatás ellenére mégis jelentős volt, s később követőkre akadt többek között Kafka, Camus és Sartre személyében.

## Magyarul
- Egy nevetséges ember álma. Kisregények / Feljegyzések az egérlyukból / A játékos / Örök férj; ford. Devecseriné Guthi Erzsébet, Makai Imre, utószó Bakcsi György; Európa, Bp., 1980
- Fjodor Mihajlovics Dosztojevszkij. Feljegyzések az egérlyukból, ford. Makai Imre, Budapest: Európa, 138. o. (1982). ISBN 9630723743
- Fjodor Mihajlovics Dosztojevszkij. Feljegyzések az egérlyukból, ford. Makai Imre, Budapest: Interpopulart, 110. o. (1994). ISBN 9636130108
- Fjodor Mihajlovics Dosztojevszkij. Feljegyzések az egérlyukból, ford. Makai Imre, Budapest: Interpopulart, 110. o. (1995). ISBN 9636130736
- Fjodor Mihajlovics Dosztojevszkij. Feljegyzések az egérlyukból, ford. Makai Imre, Budapest: Interpopulart, 110. o. (1995). ISBN 9636131309
- Fjodor Mihajlovics Dosztojevszkij. Feljegyzések az egérlyukból, ford. Makai Imre, Lazilocation=Szeged, 184. o. (2001). ISBN 9639227544
- Fjodor Mihajlovics Dosztojevszkij. Feljegyzések az egérlyukból, ford. Makai Imre, Budapest: Magyar Elektronikus Könyvtárért Egyesület (2003 66 oldal)
- Fjodor Mihajlovics Dosztojevszkij. Feljegyzések az egérlyukból, ford. Makai Imre, Budapest: Helikon, 166v9789632277288. o. (2016)
- Fjodor Mihajlovics Dosztojevszkij. Feljegyzések az egérlyukból, ford. Makai Imre, Budapest: Helikon, 72. o. (2021). ISBN 9789634796954
- Fjodor Mihajlovics Dosztojevszkij. Feljegyzések az egérlyukból. Kistarcsa: Troubadour Books, 170. o. (2024). ISBN 9786156745231